# كلينت بالارد جونيور
كلينت بالارد جونيور (بالإنجليزية: Clint Ballard, Jr.)‏ هو كاتب أغاني أمريكي، ولد في 24 مايو 1931 في إل باسو في الولايات المتحدة، وتوفي في 23 ديسمبر 2008 في دينتون في الولايات المتحدة.

## وصلات خارجية
- كلينت بالارد جونيور على موقع IMDb (الإنجليزية)
- كلينت بالارد جونيور على موقع ميوزك برينز (الإنجليزية)
- كلينت بالارد جونيور على موقع أول ميوزيك (الإنجليزية)
- كلينت بالارد جونيور على موقع ديسكوغز (الإنجليزية)